# François Désalliers
 (novembre 2020).
François Désalliers, né le 16 décembre 1957 à Montréal (Québec), est un écrivain québécois.
Il est diplômé du Conservatoire d'art dramatique de Montréal et pratique le métier d'écrivain depuis plusieurs années[Depuis quand ?].

## Œuvres

### Romans publiés
- 2025   Le surveillant, roman, Éditions Druide, col. Alinéa, Montréal, 1er trimestre 2025, 360 pages.

- 2018   La beauté noire, roman, Éditions Druide, coll. Écarts, Montréal, printemps 2018, 248 pages.
- 2015   Asphalte City, thriller, Éditions Druide, coll. Reliefs, Montréal, printemps 2015, 287 pages.
- 2012   La fille du vidéoclub, roman, Éditions Druide, coll. Écarts, Montréal, automne 2012, 272 pages.
- 2011   Le jour où le mort est disparu, roman, Éditions Trois-Pistoles, Trois-Pistoles, printemps 2011, 303 pages.
- 2009   Les Géants anonymes, roman, Québec Amérique, coll. Littérature d’Amérique, Montréal, printemps 2009, 261 pages.
- 2007   Un monde de papier, roman, Triptyque, Montréal, automne 2007, 192 pages.
- 2006   Un été en banlieue, roman, Québec Amérique, coll. Littérature d’Amérique, Montréal, automne 2006, 335 pages.
- 2004   L’Homme-café, roman, Québec Amérique, coll. Littérature d’Amérique, Montréal, automne 2004, 353 pages.
- 2000   Des steaks pour les élèves, roman, Québec Amérique, coll. Littérature d'Amérique, Montréal, automne 2000, 358 pages.
- 1999   Amour et pince-monseigneur, roman, Québec Amérique, coll. Littérature d'Amérique, Montréal, automne 1999, 264 pages. Lauréat du Grand Prix Cégep de Saint-Jérôme pour une première œuvre, décerné par Le Conseil de la culture et des communications des Laurentides.

### Nouvelles publiées
- 2004   Pourquoi ?, nouvelle, Moebius 102, Montréal, printemps 2004.
- 2001   Le bistrot, nouvelle, XYZ. La revue de la nouvelle, Montréal, automne 2001.
- 2001   L'araignée, nouvelle, XYZ. La revue de la nouvelle, Montréal, printemps 2001.

### Textes joués à la scène ou à la radio
- 1999   Drôles d’oiseaux, théâtre, Sainte-Thérèse, Palestre de l’Académie Ste-Thérèse.
- 1995   Les petites buses, théâtre, Montréal, Théâtre de la Chapelle.
- 1988   La réception, texte radiophonique, Montréal, Radio-Canada, La Feuillaison.
- 1986   Le One Man Chaise, monologues, Montréal, restaurant théâtre La Licorne.
- 1984   L'arrêt d'autobus, théâtre, Montréal, café-concert La Chaconne.
- 1983   La ville, monologues, Montréal, restaurant théâtre Quartier Latin.